# Aleksandr Tatarkin
Aleksandr Iwanowicz Tatarkin (ros. Алекса́ндр Ива́нович Тата́ркин, ur. 11 marca 1946 we wsi Port-Artur w obwodzie czelabińskim, zm. 5 sierpnia 2016) – radziecki i rosyjski ekonomista i polityk.
Od 1972 był członkiem KPZR, 1972 ukończył Swierdłowski Instytut Prawny, później pracował jako wykładowca i naukowiec w Swierdłowsku. W 1986 został doktorem nauk ekonomicznych, a w 1990 profesorem, 1987-1991 był zastępcą dyrektora Instytutu Ekonomii Uralskiego Oddziału Akademii Nauk ZSRR, a w 1991 dyrektorem tego instytutu, jednocześnie 1990-1991 był członkiem KC KPZR. W 1997 został członkiem korespondentem RAN, a 2006 akademikiem RAN. Odznaczony Orderem Przyjaźni (2002) i wieloma medalami. Laureat wielu nagród.